# Jonas Jägermeyr
Jonas Jägermeyr (ur. 1983 w Berlinie) – niemiecki aktor.

## Życiorys
Za swój debiutancki występ w filmie krótkometrażowym Outatime (2000) był nominowany do nagrody Max Ophüls Kurzfilmpreis (2001). Jego pierwszy film fabularny Sposób (Weg!', 2002) był prezentowany na Internationalen Hofer Filmtagen. W 2003 roku pobierał lekcje aktorstwa w Berlinie. Popularność przyniosła mu rola Christopha Schneidera w filmie Fabryka zła, gdzie zagrał jednego z uczniów elitarnej szkoły dla członków Hitlerjugend.

## Filmografia
- 2002: Wolffs Revier jako Martin
- 2002: Sposób (Weg!) jako Matthias
- 2004: Miłość w myślach (Was nützt die Liebe in Gedanken) jako Pit
- 2004: Fabryka zła (Napola – Elite für den Führer) jako Christoph Schneider
- 2008: Braciszek i siostrzyczka (Brüderchen und Schwesterchen) jako młody król
- 2008: Lektor (The Reader) jako student grupy seminaryjnej
- 2009: Wyścig z czasem (Countdown - Die Jagd beginnt) jako Frank Schuster